# Jesse Camacho
Jesse Camacho (Montréal, 29 maggio 1991) è un attore e doppiatore canadese.

## Biografia
Jesse Camacho è nato a Montréal il 27 maggio 1991. Figlio degli attori Mark Camacho e Pauline Little. Ha iniziato a recitare durante l'infanzia, con i suoi primi ruoli nelle serie Creepschool e Patatine fritte e nei film Hatley High e Twelve and Holding. Ha frequentato la Westmount High School di Montréal, Québec, e ha frequentato brevemente il Dawson College prima di abbandonare gli studi per lavorare alla serie della HBO Canada Less Than Kind.
Nel 2019, è stato scelto per il ruolo di Doug Brazelle nella serie Netflix Locke & Key. È stato candidato nella rosa dei candidati come Miglior Attore Protagonista in una Serie Comedy alla seconda edizione dei Canadian Screen Awards.

## Filmografia parziale

### Cinema
- La storia infinita 3 (The NeverEnding Story III: Return to Fantasia), regia di Peter MacDonald (1994)
- Twelve and Holding, regia di Michael Cuesta (2005)
- The Trotsky, regia di Jacob Tierney (2009)
- Rapture-Palooza, regia di Paul Middleditch (2013)
- Kick-Ass 2, regia di Jeff Wadlow (2013)

### Televisione
- Un lupo mannaro americano a scuola (Big Wolf on Campus) – serie TV, un episodio (2000)
- Less Than Kind – serie TV, 42 episodi (2008-2013)
- Nicky Deuce, regia di Jonathan A. Rosenbaum – film TV (2013)
- Come creare il ragazzo perfetto (How to Build a Better Boy), regia di Paul Hoen – film TV (2014)
- This Life – serie TV, 6 episodi (2015-2016)
- Man Seeking Woman – serie TV, un episodio (2016)
- La verità sul caso Harry Quebert (The Truth About the Harry Quebert Affair) – serie TV, un episodio (2018)
- Shadowhunters – serie TV, un episodio (2018)
- Cardinal – serie TV, 2 episodi (2019)
- Locke & Key – serie TV, 17 episodi (2020-2022)
- Workin' Moms – serie TV, 2 episodi (2022)

### Doppiaggio
- Sagwa – serie TV, 2 episodi (2001) – voce
- La storia infinita (Die Unendliche Geschichte) – serie TV, un episodio (2001) – voce
- Arthur – serie TV, 4 episodi (2002-2005) – voce
- Creepschool – serie TV, 3 episodi (2004)
- My Life Me – serie TV, un episodio (2010)

## Doppiatori italiani
Nelle versioni in italiano delle opere in cui ha recitato, Jesse Camacho è stato doppiato da:
- Roberto Fedele in Kick-Ass 2
- Maurizio Merluzzo in Nicky Deuce
- Leonardo Graziano in Rapita
- Mirko Cannella in Shadowhunters
- Gabriele Patriarca in Good Sam
- Alessandro Campaiola in Transplant